# بني خيران (أرحب)

تعديل مصدري - تعديل

بني خيران هي إحدى قرى عزلة زندان بمديرية أرحب التابعة لمحافظة صنعاء، بلغ تعداد سكانها 438 نسمة حسب تعداد اليمن لعام 2004.